# Listă de scriitori greci

## A
- Loula Anagnostaki

## P
- Kalliroi Parren

## V
- Kostas Varnalis
- Demetrios Vikelas
- Haris Vlavianos